# کلونکاری
کلونکاری شهر و منطقه‌ای در غرب ایالت کوئینزلند استرالیا است. آ بر اساس سرشماری سال ۲۰۱۱، این شهر ۲۷۹۶ نفر جمعیت دارد.
کلونکاری به عنوان قلب دوستانه ناحیه بزرگ شمال غرب کوئینزلند شناخته می‌شود و جشن سالگرد یکصد و پنجاهمین سال تأسیس آن در سال ۲۰۱۷ برگزار خواهد شد.

## جغرافیا
کلونکاری در شمال غرب کوئینزلند و در 770 کیلومتری غرب شهر تاونزویل قرار گرفته است. کلونکاری در غرب بزرگراه فلیندرز، کوئینزلند قرار گرفته است.

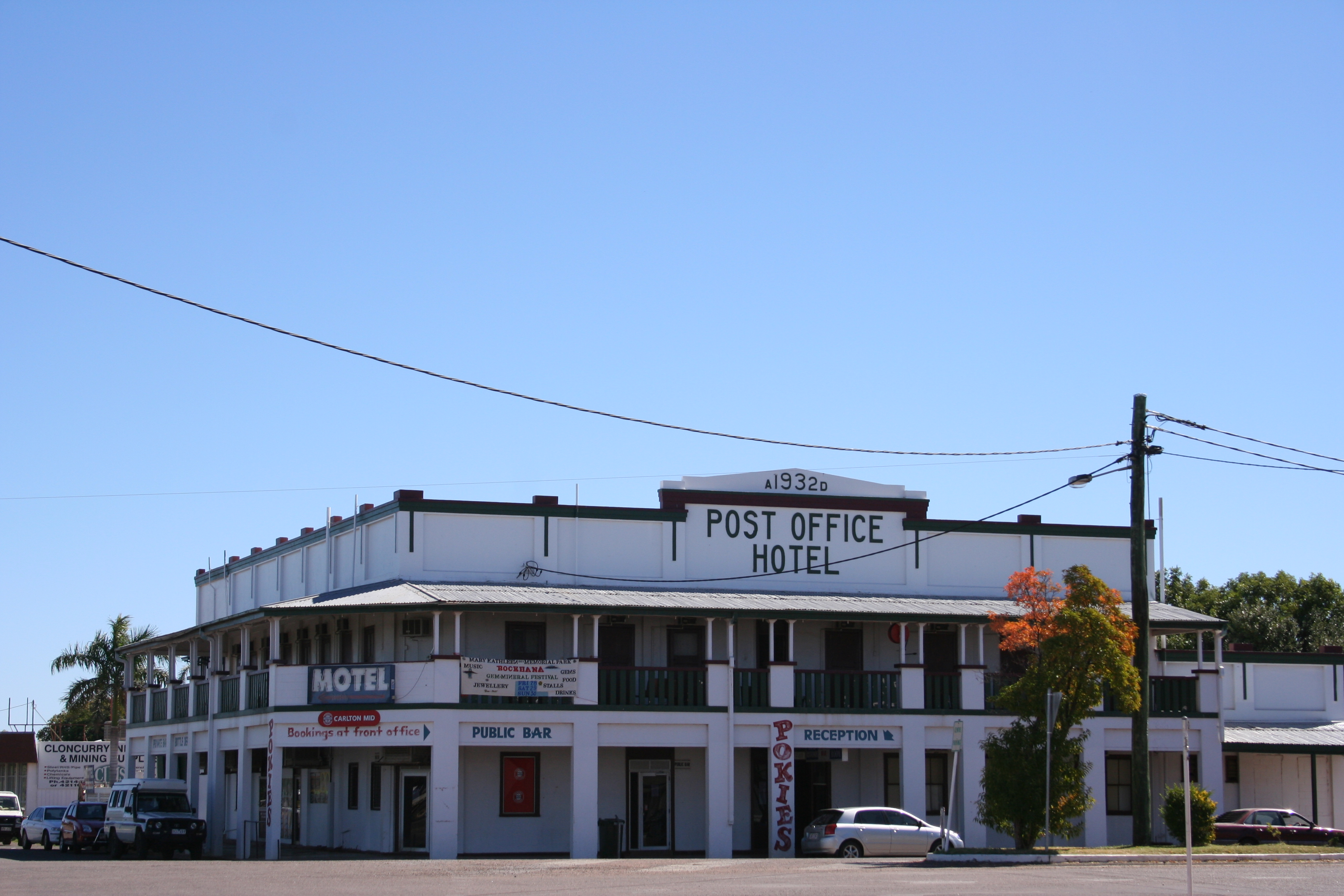
هتل اداره پست کلونکاری.

گاوچرانی پیشه و صنعت مهم در منطقه کلونکاری است.

## آب و هوا
کلونکاری رکورد بالاترین دمای ثبت شده استرالیا را دارد. دمای این شهر در ۱۶ ژانویه ۱۸۸۹ برابر با 53.1 °C (127.5 °F) بوده است.
تابش شدید خورشید باعث شده تا کلونکاری به عنوان نخستین شهر استرالیا با انرژی خورشیدی شناخته شود.

## حمل و نقل
- فرودگاه کلونکاری